# From Moscow to Mars
Albums de Erasure
Always - The Very Best of Erasure
(2015) World Be Gone
(2017)
From Moscow to Mars est le titre d'une compilation anthologie du groupe britannique Erasure sortie le 9 décembre 2016 au Royaume-Uni, et constituée de 12 CD et d'un DVD.
Les 12 CD de ce coffret rassemblent tous les singles, une petite moitié des faces B, des remixs, des extraits live, ainsi que diverses raretés collectées au fil de la carrière du groupe Erasure, entre 1985 et 2016.
Le DVD réédite le concert Wild! Live qui n'avait encore jamais fait l'objet de réédition officielle depuis sa parution originale (en VHS et en LaserDisc), en 1990.
Le titre de cette anthologie provient des paroles du refrain de la chanson Star.